# Tratado de Simulambuco
El Tratado de Simulambuco fue firmado en 1885 por representantes del Reino de Portugal y del Reino de N'Goyo. El acuerdo fue alcanzado y firmado en respuesta a la Conferencia de Berlín de ese mismo año, en la cual las potencias coloniales europeas se repartieron África. Portugal, que ya poseía numerosos territorios costeros en África desde el siglo XIV, comenzó a colonizar hacia el interior del continente. A diferencia de los enfrentamientos bélicos entre los portugueses y las tribus nativas en Mozambique, la conquista de Cabinda fue pacífica.
El tratado de Simulambuco le dio a Cabinda el estatus de protectorado de la Corona de Portugal bajo la petición de los príncipes y gobernantes de Cabinda. El primer artículo del tratado dice: Los príncipes y jefes, y sus sucesores, declaran voluntariamente su reconocimiento de la soberanía portuguesa, poniendo bajo su protectorado a esta nación y a todos los territorios que gobierna. El artículo tercero, que es usado a menudo por los partidarios de la separación de Angola, va más allá: Portugal está obligado a mantener la integridad de los territorios puestos bajo su protección. En realidad, se refiere al hecho que el tratado mencionado fue firmado por los emisarios de la Corona de Portugal y los príncipes y jefes de Cabinda, dando lugar a no uno sino tres protectorados: Cacongo, Loango y Ngoio.
Cabinda fue incorporada al Imperio portugués.  Cuando Leopoldo II de Bélgica pidió a Portugal un acceso al océano Atlántico para su Estado Libre del Congo, Portugal cedió un trozo del norte de Angola, y desde entonces Angola y Cabinda no son fronterizas. En 2005, las autoridades locales de Cabinda celebraron provocativamente el CXX aniversario de este acuerdo lo que provocó las iras del Gobierno de Angola, para el cual este tratado fue negativo para sus reclamaciones de soberanía sobre Cabinda.